# Baudoinia compniacensis
Baudoinia compniacensis (Richon) J.A. Scott & Unter. è un fungo che si nutre di alcool. Esso è tipico dei locali in cui vi è alcool diffuso nell'aria come i locali adibiti all'invecchiamento di vini ed alcolici in genere.
Si evidenzia sotto forma di patina nera su pareti e soffitti. Il nome deriva dalla cittadina francese di Cognac dove annerisce anche pareti esterne e coperture di edifici civili a causa della forte dispersione di alcol nell'aria dovuta ai grandi stoccaggi del distillato omonimo.

## Tassonomia
Un tempo classificata come Torula compniacensis è stata poi rinominata in Baudoinia compniacensis.